# Hypogastrura humi
Hypogastrura humi är en urinsektsart som först beskrevs av James P. Folsom 1916.  Hypogastrura humi ingår i släktet Hypogastrura och familjen Hypogastruridae. Inga underarter finns listade i Catalogue of Life.